# 法国仁爱堂旧址
法国仁爱堂旧址是一处渝中区文物保护单位。位于中国重庆市渝中区山城巷上端80、82号（原名天灯巷）山坡上，俯瞰长江。

## 概述
仁爱堂由法国天主教玛丽亚方济各修女会创建于1902年，仁爱堂规模很大，占地12亩。中间为内部经堂，长18米，宽11.5米，建筑面积约250平方米，高8.8米。经堂左侧开设仁爱堂医院，是重庆第一所西医院。8179平方米。1934年增设病房。1945年创办私立仁爱高级护士职业学校。右侧为修女院，开设育婴堂。总建筑面积13200平方米。建筑群规模宏大，位于重庆老城最高处，居高临下，颇为壮观。
1951年4月21日，西南军政委员会接管仁爱医院及私立仁爱高级护士职业学校，将教堂、神父楼及修道院也一并接收，改为新渝医院，后由四川省重庆中医学校使用，后闲置拆除。1992年4月27日，法国仁爱堂旧址列为渝中区文物保护单位。2001年，仁爱堂教堂、神父楼、修道院房屋3000余平方米产权归还天主教重庆總教区，原神父楼开设仁爱敬老院，经堂保留。2009年曾被评为“影响重庆的十大经典老建筑”之一。现在保留为山城巷传统风貌区的一部分。仁爱堂钟楼将进行修缮，附近的空地则将打造成钟楼花园。

## 圖集
- 仁愛堂鐘樓遺址
- 仁愛堂鐘樓遺址簡介